# Saison 1955-1956 de la WHL
Saison précédente Saison suivante
La saison 1955-1956 est la quatrième saison de la Western Hockey League. Neuf équipes ont joué chacune 70 matchs.

## Saison régulière

### Classements

#### Division Coast
| Clt   | Équipe                    | PJ | V  | D  | N | BP  | BC  | Pts |
| ----- | ------------------------- | -- | -- | -- | - | --- | --- | --- |
| +001, | Canucks de Vancouver      | 70 | 38 | 28 | 4 | 252 | 181 | 80  |
| +002, | Cougars de Victoria       | 70 | 35 | 30 | 5 | 206 | 196 | 75  |
| +003, | Royals de New Westminster | 70 | 31 | 37 | 2 | 238 | 258 | 64  |
| +004, | Americans de Seattle      | 70 | 31 | 37 | 2 | 201 | 243 | 64  |

- En gras : vainqueur de la division
- En italique : qualifié pour les séries éliminatoires

À l'issue des 70 matchs de saison régulière, les Royals de New Westminster et les Americans de Seattle terminent avec le même bilan : 31 victoires, 37 défaites et 2 matchs nuls pour un total de 64 points. Les Royals se qualifient pour les séries au détriment des Americans au nombre de buts marqués.

#### Division Prairie
| Clt   | Équipe                             | PJ | V  | D  | N | BP  | BC  | Pts |
| ----- | ---------------------------------- | -- | -- | -- | - | --- | --- | --- |
| +001, | Warriors de Winnipeg               | 70 | 40 | 28 | 2 | 248 | 212 | 82  |
| +002, | Stampeders de Calgary              | 70 | 40 | 30 | 0 | 292 | 242 | 80  |
| +003, | Quakers de Saskatoon               | 70 | 27 | 35 | 8 | 208 | 249 | 62  |
| +004, | Flyers d'Edmonton                  | 70 | 33 | 34 | 3 | 236 | 256 | 56  |
| +005, | Regals de Brandon/Regals de Regina | 70 | 23 | 39 | 8 | 199 | 243 | 54  |

- En gras : vainqueur de la division
- En italique : qualifié pour les séries éliminatoires

### Meilleurs pointeurs
| Clt | Joueur        | Équipe          | PJ | B  | A  | Pts |
| --- | ------------- | --------------- | -- | -- | -- | --- |
| 1   | Phil Maloney  | Vancouver       | 70 | 37 | 58 | 95  |
| 2   | Gerry Melnyk  | Edmonton        | 70 | 37 | 50 | 87  |
| 3   | Robert Love   | New Westminster | 69 | 23 | 64 | 87  |
| 4   | Nelson Boyce  | New Westminster | 70 | 35 | 50 | 85  |
| 5   | Jack McLeod   | Saskatoon       | 70 | 34 | 49 | 83  |
| 6   | Gerry Couture | Calgary         | 66 | 32 | 50 | 82  |
| 7   | Colin Kilburn | Victoria        | 70 | 43 | 38 | 81  |
| 8   | Gord Fashoway | New Westminster | 69 | 47 | 32 | 79  |
| 9   | Sid Finney    | Calgary         | 69 | 43 | 36 | 79  |
| 10  | Guyle Fielder | Seattle         | 70 | 18 | 61 | 79  |

## Séries éliminatoires
Les quarts de finale de la division Coast, qui compte trois équipes qualifiées, sont organisées sous forme de tournoi où les équipes se rencontrent chacune 2 fois pour déterminer les deux équipes qualifiées pour les demi-finales des séries. La division Prairie qui compte quatre équipes qualifiées voit le premier de la saison régulière rencontrer le troisième et le deuxième affronter le quatrième, toutes les séries se jouant au meilleur des 5 rencontres. Les demi-finales et la finale des séries se jouent au meilleur des 7 matchs.

### Quarts de finale de la division Coast
- Victoria 3-1 New Westminster
- New Westminster 4-3 Vancouver
- Vancouver 2-3 Victoria
- New Westminster 1-3 Victoria
- Victoria 3-2 Vancouver
- Vancouver 5-1 New Westminster

| Clt   | Équipe                    | PJ | V | D | BP | BC |
| ----- | ------------------------- | -- | - | - | -- | -- |
| +001, | Cougars de Victoria       | 4  | 4 | 0 | 12 | 6  |
| +002, | Canucks de Vancouver      | 4  | 1 | 3 | 12 | 11 |
| +003, | Royals de New Westminster | 4  | 1 | 3 | 7  | 14 |

- En gras : qualifié pour la finale des séries éliminatoires

### Tableau final
|  | Quarts de finale | Quarts de finale      | Quarts de finale | Quarts de finale      |    |                      | Demi-finales | Demi-finales | Demi-finales | Demi-finales |  |  | Finale | Finale | Finale | Finale |
|  |                  |                       |                  |                       |    |                      |              |              |              |              |  |  |        |        |        |        |
|  |                  |                       |                  |                       |    |                      |              |              |              |              |  |  |        |        |        |        |
|  |                  |                       |                  |                       |    |                      |              |              |              |              |  |  |        |        |        |        |
|  |                  |                       |                  |                       |    |                      |              |              |              |              |  |  |        |        |        |        |
|  |                  |                       |                  |                       |    |                      |              |              |              |              |  |  |        |        |        |        |
|  |                  |                       |                  |                       |    |                      |              |              |              |              |  |  |        |        |        |        |
|  | C2               | Cougars de Victoria   | 1                | 1                     |    |                      |              |              |              |              |  |  |        |        |        |        |
|  | C2               | Cougars de Victoria   | 1                | 1                     |    |                      |              |              |              |              |  |  |        |        |        |        |
|  |                  |                       | C1               | Canucks de Vancouver  | 4  | 4                    |              |              |              |              |  |  |        |        |        |        |
|  |                  |                       |                  |                       | 4  | 4                    |              |              |              |              |  |  |        |        |        |        |
|  |                  |                       |                  |                       |    |                      |              |              |              |              |  |  |        |        |        |        |
|  |                  |                       |                  |                       |    |                      |              |              |              |              |  |  |        |        |        |        |
|  | C1               | Canucks de Vancouver  | 2                | 2                     |    |                      |              |              |              |              |  |  |        |        |        |        |
|  | C1               | Canucks de Vancouver  | 2                | 2                     |    |                      |              |              |              |              |  |  |        |        |        |        |
|  |                  |                       | P1               | Warriors de Winnipeg  | 4  | 4                    |              |              |              |              |  |  |        |        |        |        |
|  | P1               | Warriors de Winnipeg  | P1               | Warriors de Winnipeg  | 4  | 4                    | 3            | 3            |              |              |  |  |        |        |        |        |
|  | P1               | Warriors de Winnipeg  |                  |                       |    |                      |              |              |              |              |  |  |        |        |        |        |
|  | P3               | Quakers de Saskatoon  | 0                | 0                     |    |                      |              |              |              |              |  |  |        |        |        |        |
|  | P3               | Quakers de Saskatoon  | 0                | 0                     | P1 | Warriors de Winnipeg | 4            | 4            |              |              |  |  |        |        |        |        |
|  |                  |                       |                  |                       | P1 | Warriors de Winnipeg | 4            | 4            |              |              |  |  |        |        |        |        |
|  |                  |                       | P2               | Stampeders de Calgary | 1  | 1                    |              |              |              |              |  |  |        |        |        |        |
|  | P2               | Stampeders de Calgary | P2               | Stampeders de Calgary | 1  | 1                    | 3            | 3            |              |              |  |  |        |        |        |        |
|  | P2               | Stampeders de Calgary |                  |                       |    |                      |              | 3            |              |              |  |  |        |        |        |        |
|  | P4               | Flyers d'Edmonton     | 0                | 0                     |    |                      |              |              |              |              |  |  |        |        |        |        |
|  | P4               | Flyers d'Edmonton     | 0                | 0                     |    |                      |              |              |              |              |  |  |        |        |        |        |
|  |                  |                       |                  |                       |    |                      |              |              |              |              |  |  |        |        |        |        |

## Récompenses

### Trophée collectif
| Coupe du président : Vainqueurs des séries | Warriors de Winnipeg |

### Trophées individuels
| Outstanding Goalkeeper Award : Meilleur gardien | Ray Mikulan, Canucks de Vancouver et Royals de New Westminster |
| Leading Scorer Award : Meilleur pointeur        | Phil Maloney, Canucks de Vancouver                             |
| George Leader Cup : Meilleur joueur             | Phil Maloney, Canucks de Vancouver                             |
| Rookie Award : Meilleure recrue                 | Barry Cullen, Warriors de Winnipeg                             |

### Équipe d'étoiles
Les six joueurs suivants sont élus dans l'équipe d'étoiles :
- Gardien : Marcel Pelletier, Cougars de Victoria
- Défenseur : Fred Hucul, Stampeders de Calgary
- Défenseur : Arthur Michaluk, Stampeders de Calgary
- Ailier gauche : Colin Kilburn, Cougars de Victoria
- Centre : Phil Maloney, Canucks de Vancouver
- Ailier droit : Jack McLeod, Quakers de Saskatoon